# Klet
Klet – imię męskie o niejasnej etymologii. Może być ono użytym jako nazwa własna greckim przymiotnikiem kl-tós oznaczającym: "wybrany", "wezwany", jak również może być aluzją do greckiego ewangelicznego cytatu: "polloi eisi kl-toi, olígoi d- eklektoi" - "wielu wezwanych, mało wybranych".
Imię to może być interpretowane także jako zdrobnienie (hipokorystyk) od Anaklet.
Do języka polskiego imię Klet dostało się za pośrednictwem łaciny.
Klet imieniny obchodzi 26 kwietnia.
Ludzie noszący imię Klet:
- papież Klet, święty katolicki
- antypapież Anaklet II
- Cletus Andersson, szwedzki sportowiec
- Cletus Wotorson, polityk liberyjski
- Clytus Gottwald, niemiecki muzykolog
- bp Cletus Chandrasiri Perera, lankijski duchowny